# Gurtzeug (Gleitschirm)

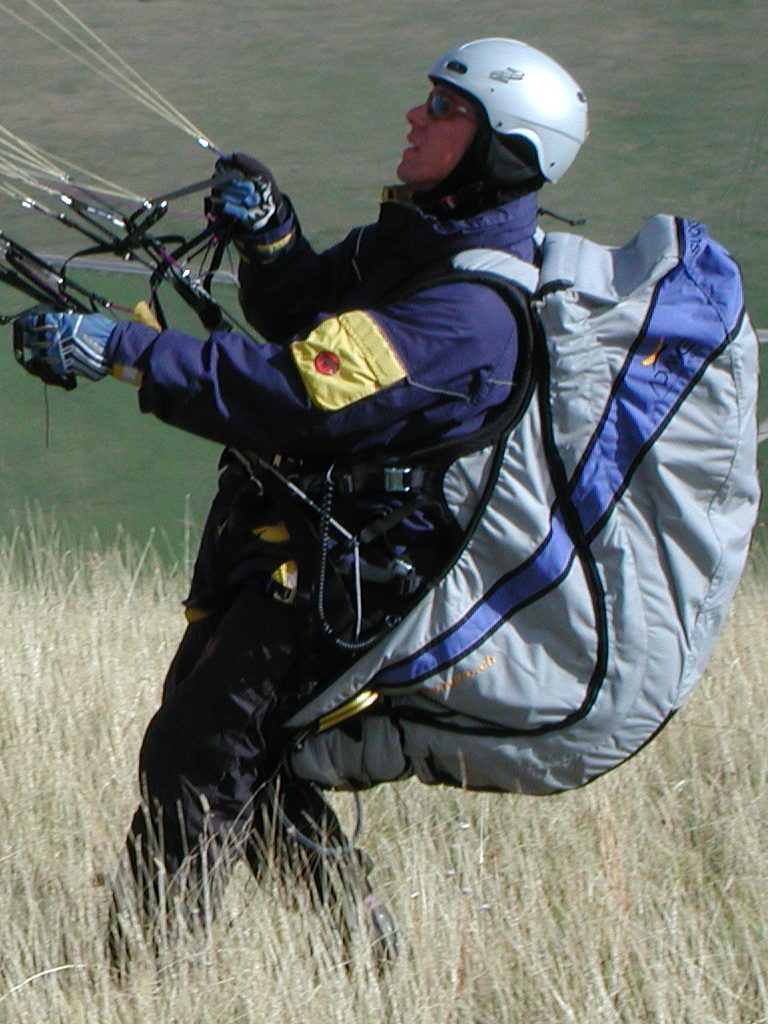
Gleitschirmpilot mit modernem Gurtzeug (in Hellblau) beim Rückwärtsstart

Das Gurtzeug beim Gleitschirmfliegen ist ein Sitz, der mit den Tragegurten des Gleitschirms verbunden wird. Der Pilot kann den Gleitschirm mittels Gewichtsverlagerung im Gurtzeug steuern, indem er sein Gewicht in dem Gurtzeug in die gewünschte Flugrichtung verlagert.
Dass Gurtzeugs muss so beschaffen sein, dass er den Piloten am Boden während des Start- und Landevorgangs in der Bewegungsfreiheit nicht zu sehr einschränkt, während des Fluges aber dem Piloten eine angenehme und bequeme Sitz oder Liegeposition bietet (siehe Hängetrauma). Das Gurtzeug beeinflusst die Agilität des Systems aus Gurtzeug und Gleitschirm wesentlich. So beeinflusst die höhe der Aufhängung also der Punkt an dem der Gleitschirm an dem Gurtzeug befestigt wird die Agilität. Ein weiterer Punkt ist der Abstand der Gleitschirmtragegurt der durch das Gurtzeug vorgegeben wird bzw. dort eingestellt werden kann. Auch kann es eine sogenannte Kreuzverspannung geben. Bei der Kreuzverspannung wird eine Kraft von der einen Seite auf die Gegenüberliegende Seite der Gurtzeugaufhängung übertragen. Wirkt also dem steuern durch Gewichtsverlagerung entgegen. Kreuzverspannung kann auch durch verdeckte Effekte unerwünscht entstehen.
Gestartet und gelandet wird ein Gleitschirm hoffentlich immer auf den Füssen laufend. Also muss der Pilot sich erst im Flug in das Gurtzeug hineinsetzten als auch vor der Landung wieder aufstehen. Beides mit ausreichend Sicherheitsabstand zum Boden. Gelingt das Hineinsetzten nicht problemlos, indem z. B. die Hände zur Hilfe genommen werden müssen, ist dies ein Sicherheitsproblem. Kann der Pilot sich nach dem Start gar nicht in das Gurtzeug setzten droht sogar ein Hängetrauma.
Mit dem Gurtzeug verbunden bzw. darin integriert ist der Rettungsfallschirm und das Beschleunigersystem. Ein sicheres Gurtzeug ist unter dem Sitz und am Rücken mit einem Protektor ausgestattet, womit Rückenverletzungen bei Fehllandungen verhindert werden sollen. Solche Protektoren bestehen aus Schaumstoff oder einem durch den Fahrtwind aufgeblasenen Airbag, beziehungsweise eine Kombination aus beiden Systemen. Solche Protektoren sind in Deutschland und Österreich Vorschrift und müssen Mustergeprüft sein. Ein Gurtzeug muss konstruktiv so beschaffen sein das es nicht möglich ist nach dem Start aus dem Gurtzeug heraus zufallen. Für einen Windenstart kann ebenso die Schleppklinke am Gurtzeug oder den Karabinern eingehängt werden. Die meisten Gurtzeuge erlauben die Benutzung von Zubehör. Zu den gebräuchlichsten gehören hierbei das Cockpit um Flugelektronik wie Vario, Mobiltelefon, Fotoapparate etc. in Sicht- und Reichweite des Piloten zu haben. Zusätzlich kann es noch Unterbringungsmöglichkeiten für ein Funkgerät und ein Trinksystem geben.
Für Gleitschirm Gurtzeuge gilt die Norm DIN EN 1651:2022-02.

## Geschichte

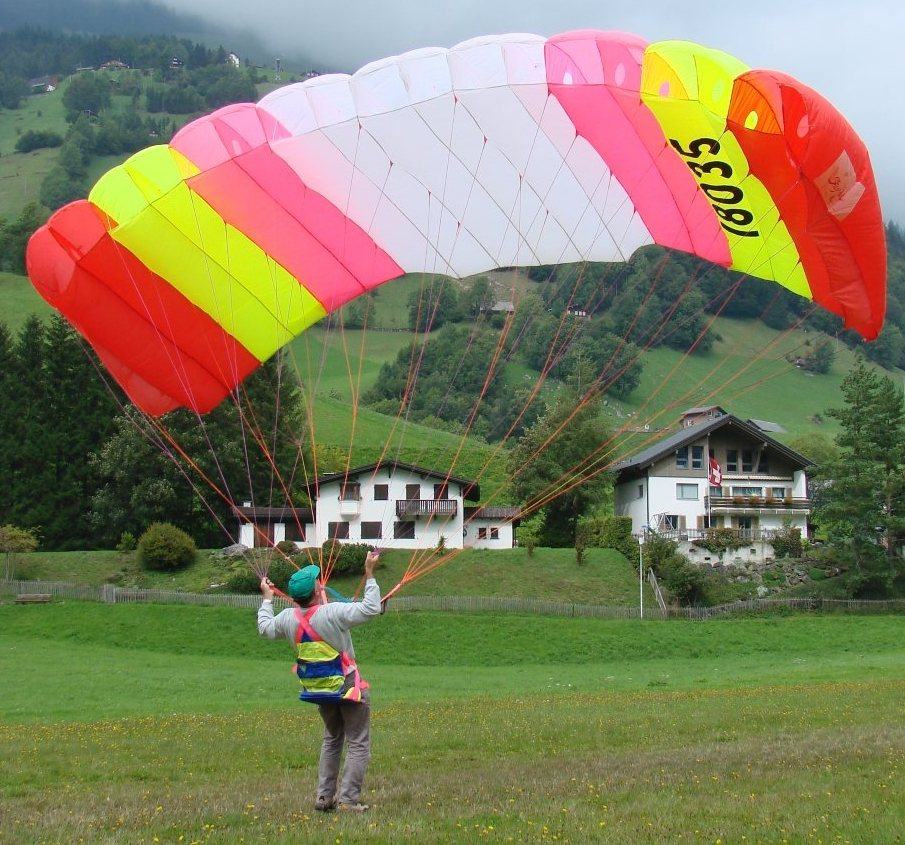
Ein Gleitschirm mit dazugehörigem Gurtzeug von 1988

Entwickelt haben sich die modernen Gleitschirm-Gurtzeuge aus den Gurtzeugen der Fallschirmspringer. Da zu Beginn lediglich kurze Flugzeiten möglich waren, war die damit verbundene aufrechte Hängeposition die logische Folge.
Durch die Verlängerung der Flugzeiten wurde immer mehr Komfort verlangt. Das Anbringen eines Sitzbrettes aus Sperrholz führte auch zu einer eher sitzenden Flugposition. Später kamen Protektoren und aerodynamische Verkleidungen dazu, was zu den heutigen Liegegurtzeugen geführt hat.
Um das Jahr 2008 herum gab es eine intensive Diskussion über die sicherheitsrelevante Dämpfungswirkung der Gurtzeugprotekotre.

## Gurtzeugtypen
Die meisten Gurtzeugtypen gibt es sowohl mit als auch ohne festes Sitzbrett. Ein Sitzbrett kann das steuern durch Gewichtsverlagerung erleichtern und gewährt ein extra Schutz beim unerwartet und plötzlich auftretendem Bodenkontakt.

### Sitzgurtzeug

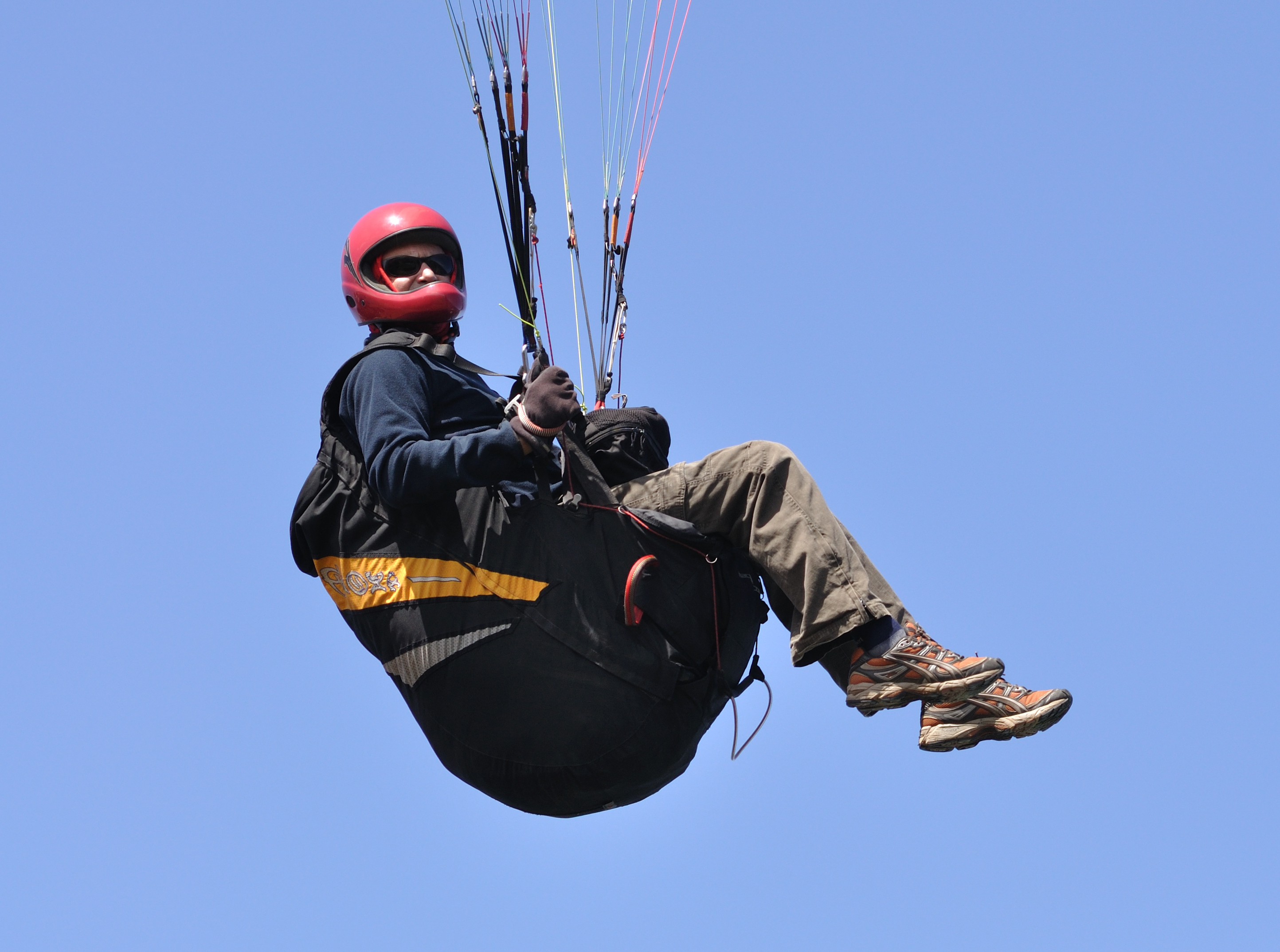
Gleitschirmflieger im Sitzgurtzeug

Beim Sitzgurtzeug handelt es sich um das normale auch in der Gleitschirm Grundausbildung verwendete Gurtzeugtyp. Der Pilot befindet sich in einer aufrechten Sitzposition, die Beine hängen frei. Der Übergang zwischen Sitz- und Leichtgurtzeug ist inzwischen fließend.

### Leichtgurtzeuge

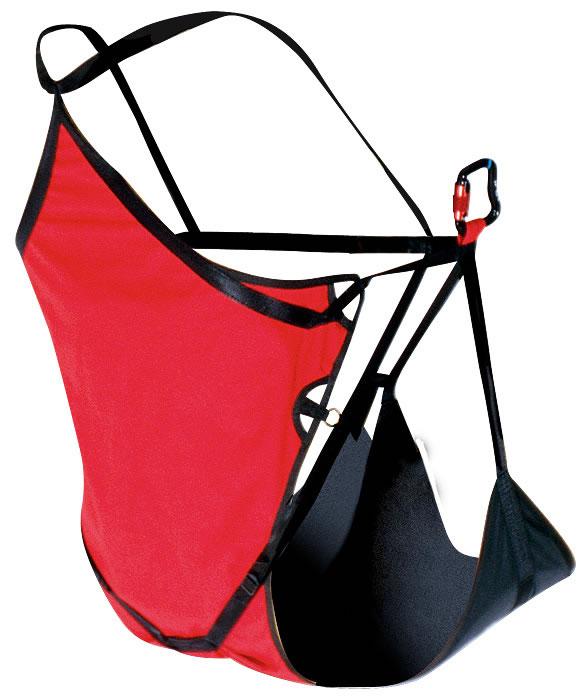
Leichtgurtzeug

Es gibt auch Gurtzeuge, die mit möglichst wenig Material hergestellt werden, um möglichst leicht zu sein. Die leichtesten Gurtzeuge wiegen weniger als 500 Gramm; sie haben allerdings keine Protektoren und kein festes Sitzbrett.
Das leichteste Gurtzeug ist für ein Maximalgewicht von 100 kg zugelassen und wiegt 103 g.

### Wendegurtzeuge
Als Unterkategorie der Leicht-Gurtzeuge bieten die Wendegurtzeuge einen Kompromiss aus Leichtigkeit und Komfort. Wendegurtzeuge sind mit oder ohne Airbag erhältlich. Durch einfaches Wenden (oder Umstülpen) wird aus dem Gurtzeug ein Rucksack, der Platz für einen normal großen Gleitschirm, Rettungsfallschirm und Helm bietet. Zugleich ist kein dedizierter Packsack mehr notwendig, was zusätzliche 1–2 kg spart. Die Sicherheit dieser Gurtzeuge entspricht inzwischen der konventioneller Gurtzeuge, allerdings gab es bei älteren Varianten Probleme, weil die verbauten Airbag-Protektoren beim Start noch nicht ausreichend gefüllt waren.

### Liegegurtzeuge

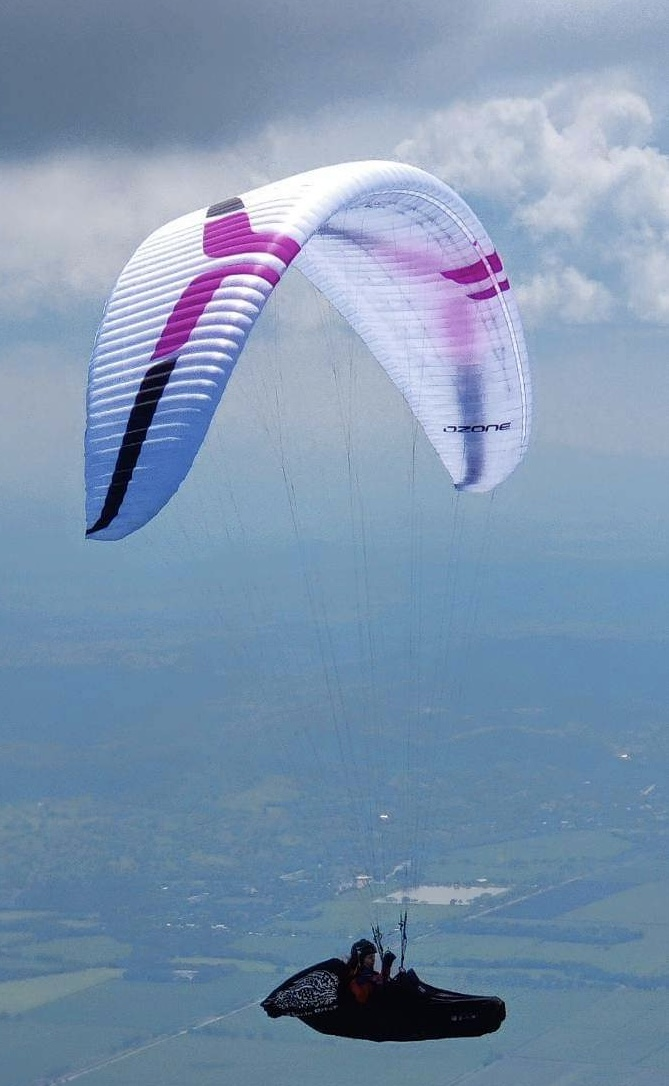
Liegegurtzeug

Streckenflug- und Wettkampfpiloten benutzen vorwiegend aerodynamisch optimierte Gurtzeuge, indem die Beine während des Flugs in einen Beinsack gesteckt werden. Solche Gurtzeuge sind aber anfälliger für das sogenannte Eintwisten, weshalb sie nur von routinierten Piloten geflogen werden sollten. In den letzten Jahren verbreiten sich diese Art von Gurtzeuge aber immer mehr. Interessanterweise sinkt bei einem Liegegurtzeug der Luftwiderstand des Piloten, wodurch sich ein höherer Anstellwinkel der Gleitschirmkappe ergibt, was wiederum zu einer niedrigeren Geschwindigkeit, aber einem geringeren minimalen Sinken führt. Weiterhin steigt die Gleitzahl um ca. 1, was bedeutet, dass ein Meter sinken in eine um 1 m weitere Gleitstrecke umgewandelt wird. Ein weiteres Unfallrisiko besteht dadurch, dass der Pilot das Gurtzeug nicht richtig verschließt.

#### Wettkampfgurtzeug

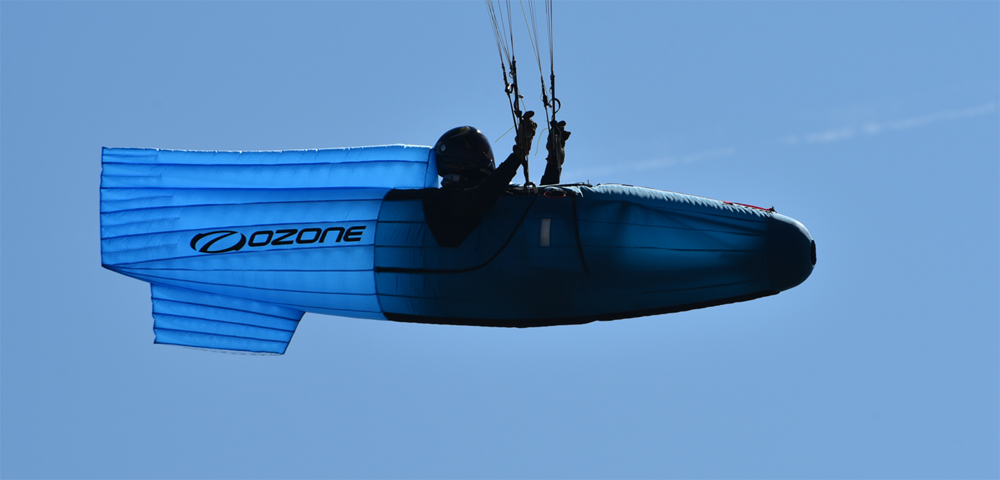
Wettkampfgurtzeug

Für Wettkämpfe werden besonders gut aerodynamisch verkleidete Liegegurtzeuge verwendet, welche üblicherweise über die Unterbringungsmöglichkeit eines zweiten Rettungsschirms verfügt.

### Akrogurtzeug
Besonders robustes Sitzgurtzeug welches über die unterbringungs Möglichkeit eines zweiten Rettungsschirmes verfügt. Oder sogar über ein cut-away-System, welches den Hauptgleitschirm abwirft, wodurch dieser einen Fallschirm heraus zieht.